# Элишка, Радомил
Радомил Элишка (чеш. Radomil Eliška; 6 апреля 1931, Подборжани — 1 сентября 2019, Прага) — чешский дирижёр.
Учился в школе и гимназии в Гавличкув-Броде и Литомержице, одновременно изучал игру на скрипке. Окончил Академию музыки имени Яначека в Брно как дирижёр (1955), ученик Бржетислава Бакалы, Франтишека Ступки, Богумира Лишки.
В 1955—1956 гг. музыкальный руководитель хора «Радость» в Брно, в 1956—1960 гг. дирижёр Чехословацкого государственного ансамбля песни и танца, затем в 1960—1969 гг. в симфоническом оркестре Чехословацкой народной армии.
В 1969—1990 гг. возглавлял Карловарский симфонический оркестр. Во главе коллектива провёл ряд зарубежных гастролей (в том числе в Испании и ФРГ), записал несколько дисков. Был удостоен ряда наград, в том числе вручаемых министерством культуры ЧССР медалей имени Сметаны (1974, 1984) и имени Яначека (1978, 1985), премии Союза композиторов ЧССР (1979).
В 1991—1996 гг. главный дирижёр Западночешского симфонического оркестра. С 2004 года работал преимущественно в Японии, с различными оркестрами, но прежде всего с Симфоническим оркестром Саппоро (в 2008—2015 гг. главный приглашённый дирижёр, затем почётный дирижёр).
В 1978—2008 гг. преподавал в Академии исполнительских искусств в Праге, с 1996 г. профессор.